# Obelix & Co.
Obelix & Co. is een stripverhaal uit de Asterix-serie van René Goscinny en Albert Uderzo uit 1976. Het verhaal is een parodie op het kapitalisme.

## Verhaal
Het verhaal begint als Absolutus, een jonge en ambitieuze centurio, met een legioen aankomt in kamp Babaorum om de huidige bezetting af te lossen. Meteen laat de nieuwe bevelhebber duidelijk uitschijnen het de Galliërs flink lastig te willen maken, wat de oude bevelhebber, Zoïssetus, hem ten stelligste (vergeefs) afraadt. Asterix neemt de aflossing in ogenschouw en holt enthousiast terug naar het dorp. Als Obelix vraagt wat er aan de hand is, reageert hij ontwijkend. Ook de andere dorpelingen gedragen zich zo. Zelfs Kostunrix reageert met 'hehe' als Hoefnix toegeeft dat het in ieder geval niet de vis is die 'kersvers' is, waarbij hij, niet zinnens er zich nog wat van aan te trekken, op een overdreven wijze eender reageert. 
Kort daarop verdwijnt Asterix wederom, om de Romeinen uit te dagen hem achterna te komen. Wanneer Asterix dit komt vertellen wil Obelix meteen in actie schieten, wat hij mag doen, want het dorp viert Obelix' verjaardag door hem te trakteren op een contingent "kersverse" Romeinen. Na het 'feest' trekt Absolutus zich terug met zijn mannen en neemt hij uiteindelijk het advies van zijn voorganger alsnog ter harte. 
Wanneer Caesar te horen krijgt hoe één man (Obelix) zijn troepen zo te kijk weet te zetten, wil hij er onmiddellijk actie tegen ondernemen. Zijn senatoren overwegen de troepen te sturen (wat men liever niet zou doen, want de grenzen zouden onbewaakt blijven), dan een commissie samen te stellen (en dit opdelen in subcommissies, wat ze verder willen bespreken bij een etentje, tot ergernis van Caesar), tot een jonge Romeinse aristocraat, Caius Adolescentus, het idee oppert om de Galliërs te overwinnen door ze tot het kapitalisme te laten verleiden, zodat ze door de rijkdom vadsig worden en niet meer aan vechten zullen denken. Net als de aanwezige veteranen. Caesar ziet hier wel wat in en geeft hem onbeperkt krediet. Als Adolescentus bij kamp Babaorum arriveert likt het legioen nog steeds zijn wonden, en het degenereert tijdens het album steeds verder: de mannen scheren zich niet meer en worden steeds ongedisciplineerder.
Adolescentus komt Obelix in het bos tegen en besluit zijn menhir te kopen en hij moedigt Obelix aan meer te produceren, zodat Adolescentus nog meer menhirs aan zal kunnen schaffen: eerst alleen van Obelix en later van iedereen in het dorp die ze kan leveren (wanneer Asterix hen, in een poging Obelix tot rede te brengen, aanmoedigt zich ook in de menhirbusiness te werpen). Met het geld kopen de Galliërs protserige kleren en huren jagers in (aangezien ze zelf geen tijd meer hebben om op everzwijnen te jagen). Uiteindelijk loopt de helft van het dorp er belachelijk bij, is de andere helft elkaar aan het bekampen in de everzwijnenjacht, en is iedereen stinkend rijk. Obelix vindt hier al snel niets meer aan en wil weer jagen en plezier maken met Asterix. Adolescentus daarentegen, econoom in hart en nieren, vergeet zelf de opzet van zijn hele plan en houdt Caesar tegen op het moment dat alle dorpelingen geobsedeerd zijn door geld en Caesar het dorp wil aanvallen, een gouden kans mislopend in het proces.
In Rome probeert Adolescentus inmiddels de menhirs te verkopen als statussymbolen. Aanvankelijk lukt dit en er komt een menhirrage. Dit is echter niet naar de zin van de Romeinse menhirhouwers, die een prijzenslag uitlokken. Uiteindelijk beginnen ook Grieken, Egyptenaren en andere volken menhirs te maken en de prijs van menhirs daalt spectaculair. De piraten raken hun schip kwijt doordat alle geënterde schepen geladen zijn met menhirs, die te zwaar zijn voor hun schip. De markt voor menhirs raakt verzadigd en de Romeinen weten niet meer wat ze ermee aan moeten en willen ze zelfs niet meer gratis, of als ze er geld voor krijgen, of als bijkomend geschenk bij de aankoop van een slaaf.
Ten slotte dreigt een financiële crisis in Rome en Caesar eist dat Adolescentus stopt met menhirs kopen, anders laat hij hem voor de leeuwen werpen, want 'zelfs Brutus dacht zijn kans schoon te zien'. De Galliërs reageren verbaasd en vervolgens woedend op het nieuws dat de Romeinen geen menhirs meer kopen en zijn na een flinke onderlinge knokpartij weer de oude. Ten slotte vallen ze gezamenlijk het Romeinse kamp Babaorum aan en maken het met de grond gelijk (en kijkt Obelix toe). De strijd eindigt met de centurio en Adolescentus op de grond, bont en blauw geslagen, en een geërgerde centurio vraagt of Adolescentus 'het begrepen heeft'.
Asterix vraagt na afloop wat de bewoners nu met hun geld kunnen. Panoramix antwoordt dat de sestertius gedevalueerd is en dat hun geld niets meer waard is. Het verhaal eindigt zoals gebruikelijk met een feestmaal.

## Belangrijke personages
Naast de gebruikelijke personages en de aanwezigheid van Caesar, kent de reeks de grootste vermelding van andere dorpelingen, en volgende andere personages:
- Adolescentus: jonge Romeinse politicus die probeert de Galliërs uit te kopen door een handel in menhirs te starten. Zijn naam verwijst naar 'adolescent'.
- Absolutus: centurio met aanvankelijk hoge ambities tot Obelix hem die letterlijk uit het hoofd helpt. Zijn naam verwijst naar 'absoluut'.
- Zoïssetus: centurio van Babaorum die door Absolutus en zijn legioen afgelost wordt. Zijn naam betekent letterlijk 'zo is het dus'.
- Vorunprix: de reizende koopman die het dorp aandoet in het album. Obelix koopt alles uit en de man erbij, die uiteindelijk voor Obelix gaat werken. Zijn naam betekent letterlijk 'voor een prijs'.
- Fantastix: krijger van het dorp die voor Obelix als jager en nadien als menhirhouwer aan de slag gaat. Naar 'fantastisch'.
- Frederix: krijger van het dorp die voor Obelix als jager en nadien als menhirhouwer aan de slag gaat.
- Dubbeldix: krijger van het dorp die voor Obelix als jager aan de slag gaat. Naar 'dubbeldik'.
- Felix: krijger van het dorp die voor Obelix als jager aan de slag gaat.
- Mentrix: krijger van het dorp die voor Obelix als jager aan de slag gaat.
- Slamix: krijger van het dorp die voor Obelix als jager aan de slag gaat. Zijn naam is letterlijk 'slamix', een hussel van verschillende slasoorten.
- Hendrix: krijger van het dorp van wie Obelix een everzwijn koopt, en nadien aanneemt als menhirhouwer.
- Philippus: Romeins fabrikant van eigentijdse en inheemse koopwaar, die een tegengolf inzet tegen de Gallische menhir met een Romeins equivalent, en hiermee Rome op de rand van een burgeroorlog brengt.

## Achtergrond
- De jonge Romein Adolescentus is een karikatuur van de latere Franse president en gaullist Jacques Chirac. Net als Adolescentus spreekt hij veel te vaak in zakentaal wat voor de leek soms onverstaanbaar is, maar wel een succesvolle werking kent eenmaal het begrepen wordt.
- Het verhaal beschrijft op parodiale wijze een productlevenscyclus van de menhir. Eerst worden de menhirs door Adolescentus met veel reclame op de markt gebracht (introductie). Vervolgens maakt Adolescentus winst en treden Romeinse concurrerende menhirmakers toe (groei), en daarna Egyptenaren, Feniciers etc. De markt verzadigt en de prijzen zakken (verzadiging). Uiteindelijk wil niemand meer menhirs ook al worden ze weggegeven (uitloop), en dat is het moment waarop Caesar de stekker eruit trekt, in een poging een crash - tevergeefs - te vermijden.
- De Romeinse slaven staken door een blokkade op te werpen, wat in Frankrijk wel vaker voorkomt, wanneer hun eigen economische belangen bedreigd worden.
- Laurel & Hardy hebben een bijrolletje als Romeinse soldaten. Ze laden menhirs uit net zoals ze een piano uitlaadden in hun film The Music Box en Hardy beklaagt zich bij te hebben getekend.
- De dronken legionair in het begin van het album is een karikatuur van Pierre Tchernia, die in diverse andere Asterix-albums een cameo heeft. De twee soldaten die hem wegdragen zijn Uderzo en Goscinny zelf. De drie heren kennen een lange samenwerking, waarbij Tchernia de drijvende kracht was achter de eerste reeks tekenfilms.
- De zakelijke taal in het verhaal wordt steevast op "Eehh?" onthaald, waarna men een ietwat simplistisch taalgebruik aanwendt om in eenvoudige termen uiteen te zetten waar iets op staat. Dit is een steek naar Chirac, die vaak in "stadhuistaal" spreekt in plaats van gewonemensentaal.
- Hoewel in dit album het verhaal wil dat enkel Obelix jarig is, is het ook de verjaardag van Asterix, zoals in onder meer Asterix en Latraviata later wordt bevestigd.
- Het is de eerste keer dat Caesar zich druk maakt als iemand anders dan hijzelf gevleugelde woorden als alea iacta est gebruikt, wat hij als 'zijn terrein' beschouwt.
- Er worden voor het eerst enkele namen van dorpelingen anders dan de bekende personages bekendgemaakt, die met eenzelfde humoristische noot woordspelingen zijn zoals 'Slamix'. Zij komen enkel in dit album voor.
- Kostunrix wil met vissen betalen bij de koopman Vorunprix. Deze prefereert geld, want 'dat stinkt niet'. Dit is een kwinkslag na hoe men soms zegt dat geldt wél stinkt, getuige de gezegden als 'stinkend rijk'.
- Wanneer de andere dorpelingen zich op de menhir-hype storten, geven ze hun nieuwe zaken elk een slogan, die naar een persoonlijk kenmerk verwijzen (en waar eveneens over geschertst wordt); zo promoot Hoefnix 'ijzersterke' menhirs, zijn die van Kostunrix 'vers', en zijn de menhirs van Nestorix van 'het aloude adres ervoor'.
- De volgende plaatsnamen komen voor: 
  - Lugdunum: het huidige Lyon, waar zijde wordt geproduceerd;
  - Samarobriva: het huidige Amiens, waar fluweel wordt vervaardigd;
  - Vesontio: het huidige Besançon, waar zandlopers worden vervaardigd;
  - Lutetia: het huidige Parijs, vanwaar Vorunprix diverse rollen modieuze rollen kledingstof meebrengt.
- Pagina 36 (plaat 32) is de duizendste pagina van Asterix. Derhalve draagt de pagina de handtekeningen van beide auteurs en de tekst "Albo Notamba Lapillo". "Albo notanda lapillo" verwijst naar de Franse uitdrukking "à marquer d'une pierre blanche", wat "gedenkwaardig" wil zeggen. De verschrijving van notanda is een woordspeling is op het Franse woord voor voetnoot: "note en bas". Boven de Latijnse grap staat een M, het Romeinse cijfer voor 1000.